# Walter Gorrish

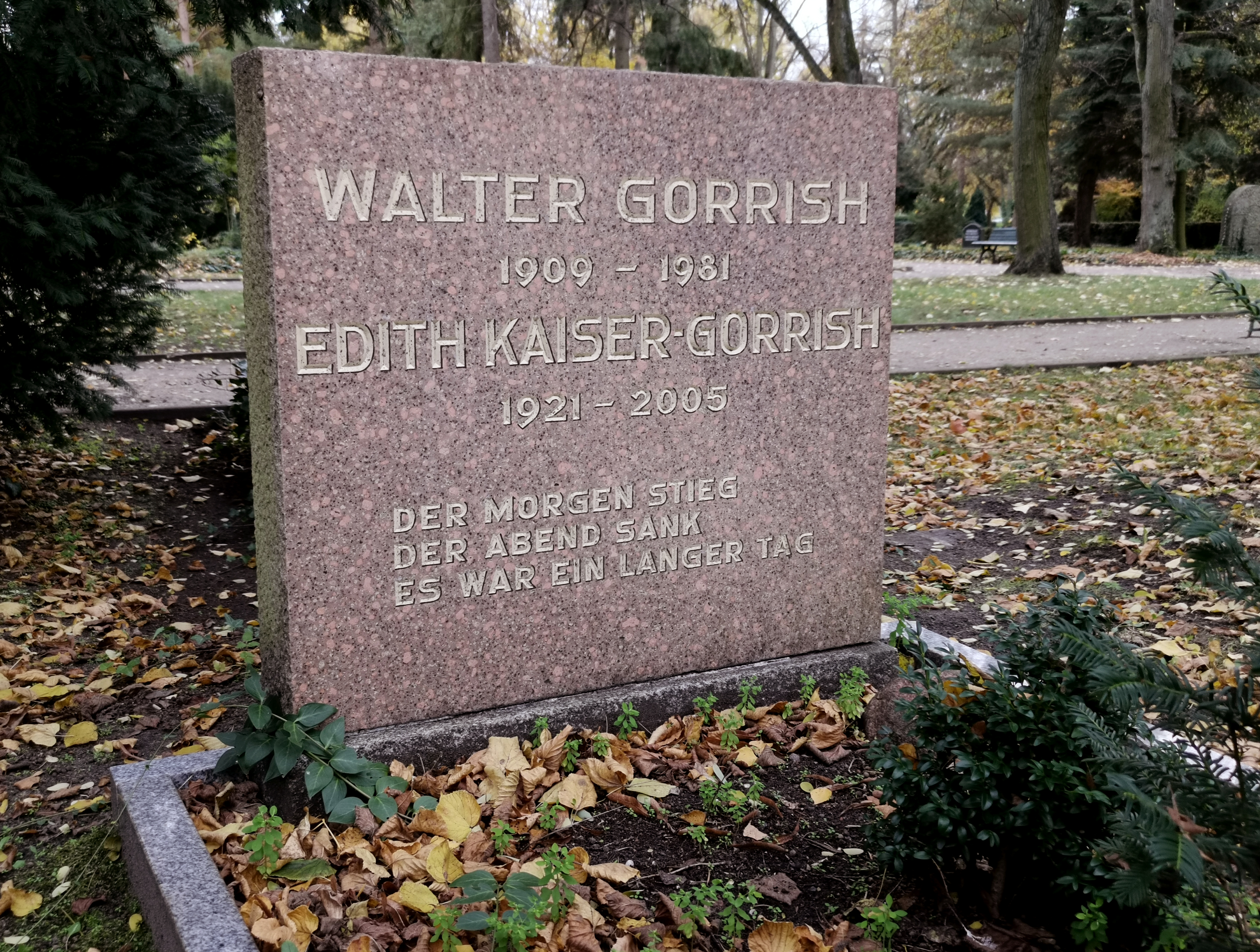
Grab auf dem Friedhof Pankow III, Abt. 27 II - Teil 8-7

Walter Gorrish (Pseudonym für Walter Kaiser, * 22. November 1909 in Barmen; † 19. Januar 1981 in Berlin) war ein deutscher Schriftsteller.

## Leben
Walter Gorrish war der Sohn eines Bauarbeiters. Nach dem Besuch der Volksschule in Barmen absolvierte er eine Ausbildung zum Stuckateur und war anschließend in diesem Beruf tätig. 1928 wurde Gorrish Mitglied des Kommunistischen Jugendverbandes und ab 1931 der KPD. Nach der nationalsozialistischen Machtergreifung emigrierte er 1933 in die Niederlande, später ging er nach Belgien und schließlich nach Frankreich. Ab 1936 nahm er als Angehöriger der Internationalen Brigaden am Spanischen Bürgerkrieg teil. Dort wurde er zum Offizier befördert und war Adjutant von Ludwig Renn. Nach der Niederlage der republikanischen Truppen wurde Gorrish in Frankreich interniert. Als die deutsche Wehrmacht im Juni 1940 einmarschierte, lieferten ihn die französischen Behörden an das Dritte Reich aus. Er kam nach Wuppertal und wurde während der Haft gefoltert. Wegen „Vorbereitung zum Hochverrat“ wurde er zu einer dreijährigen Haftstrafe verurteilt. Er saß diese Haft bis 1943 im Zuchthaus Lüttringhausen ab. Anschließend zogen ihn die Nationalsozialisten zum Strafbataillon 999 ein. Während seines Einsatzes an der Ostfront desertierte Gorrish 1944 auf der Krim und lief zur Roten Armee über.
1945 kehrte Gorrish nach Deutschland zurück und ließ sich in der Sowjetischen Besatzungszone nieder. Von 1945 bis 1949 war er Offizier der Deutschen Volkspolizei, an deren Aufbau er maßgeblich beteiligt war. Ab 1949 lebte er als freier Schriftsteller in Ost-Berlin. Er gehörte seit 1946 der SED an und war Vorstandsmitglied im Deutschen Schriftstellerverband.
Von 1963 bis 1967 war er Kandidat des Zentralkomitees der SED. Seit 1963 war er Mitglied des Solidaritätskomitees für das spanische Volk in der DDR.
Die letzte Ruhe fand er 1981 auf einem Pankower Friedhof.

## Schriftsteller
Walter Gorrish (Pseudonym nach dem Mädchennamen seiner Mutter) war Verfasser von Romanen, Erzählungen und Filmdrehbüchern, in denen er vor allem seine persönlichen Erlebnisse in Spanien und Frankreich verarbeitete. Darüber berichtet Wolfgang Kohlhaase in seinem Beitrag Kann man gar nicht schreiben.

## Ehrungen
- 1956: Hans-Beimler-Medaille
- 1961: Nationalpreis der DDR
- 1965: Orden Banner der Arbeit
- 1965: Vaterländischer Verdienstorden der DDR
- 1974: Karl-Marx-Orden
- 1979: Ehrenspange zum Vaterländischen Verdienstorden in Gold

## Werke
- Um Spaniens Freiheit, Berlin 1946
- Die dritte Kugel, Berlin 1950
- Die tönende Spur, Berlin 1950
- Als der Morgen graute, Berlin 1953
- Windstärke Null, Berlin 1953
- Fünf Patronenhülsen, Berlin 1960
- Revolte der Gefühle, Berlin 1960
- Engel im Fegefeuer, Berlin 1972

## Filmografie
- 1965: Engel im Fegefeuer